# To Live for to Die
To Live for to Die è un album live dei Man, pubblicato dalla Point Records nel 1997. Il disco (in origine uscito solo come bootleg) fu registrato dal vivo nell'ottobre del 1970 ad Amburgo (Germania).

## Tracce
1. Spunk Box – 13:41 (Micky Jones, Deke Leonard)
2. Conscience – 7:47 (Man)
3. The Storm – 12:29 (Micky Jones, Deke Leonard)
4. Would the Christians Wait Five Minutes? The Lions Are Having a Draw – 10:20 (Man)
5. Alchemist of the Mind – 7:41 (Man)
6. Daughter of the Fire Place – 4:23 (Deke Leonard)
7. Scholar of Consciousness – 20:04 (Man)

## Musicisti
- Micky Jones - chitarra, voce
- Deke Leonard - chitarra, voce
- Clive John - tastiere, voce
- George Ace - voce solista
- Martin Ace - basso
- Terry Williams - batteria